# Campionati italiani invernali di nuoto 2020
I XXIII Campionati italiani invernali di nuoto (nome ufficiale Campionato italiano open in vasca lunga) si sono svolti a Riccione dal 17 al 19 dicembre 2020. È stata utilizzata la vasca da 50 metri.

## Podi

### Uomini
| Evento       | Oro                   | Tempo    | Argento              | Tempo    | Bronzo                 | Tempo    |
| Stile libero |                       |          |                      |          |                        |          |
| 50 m         | Alessandro Bori       | 22"05    | Leonardo Deplano     | 22"10    | Alessandro Miressi     | 22"15    |
| 100 m        | Alessandro Miressi    | 48"22    | Thomas Ceccon        | 48"65    | Lorenzo Zazzeri        | 48"81    |
| 200 m        | Matteo Ciampi         | 1'47"96  | Stefano Ballo        | 1'48"30  | Stefano Di Cola        | 1'48"39  |
| 400 m        | Matteo Ciampi         | 3'47"57  | Pietro Paolo Sarpe   | 3'52"26  | Marco De Tullio        | 3'52"53  |
| 800 m        | Gregorio Paltrinieri  | 7'46"49  | Domenico Acerenza    | 7'56"22  | Ivan Giovannoni        | 8'01"93  |
| 1500 m       | Gregorio Paltrinieri  | 14'45"02 | Domenico Acerenza    | 15'07"92 | Ivan Giovannoni        | 15'18"29 |
| Dorso        |                       |          |                      |          |                        |          |
| 50 m         | Michele Lamberti      | 24"90    | Simone Sabbioni      | 25"20    | Lorenzo Mora           | 25"62    |
| 100 m        | Thomas Ceccon         | 52"84    | Simone Sabbioni      | 53"44    | Christopher Ciccarese  | 53"92    |
| 200 m        | Christopher Ciccarese | 1'58"16  | Jacopo Bietti        | 1'58"64  | Matteo Restivo         | 1'59"57  |
| Rana         |                       |          |                      |          |                        |          |
| 50 m         | Nicolò Martinenghi    | 26"56    | Simone Cerasuolo     | 27"50    | Andrea Castello        | 27"70    |
| 100 m        | Nicolò Martinenghi    | 59"31    | Andrea Castello      | 1'00"63  | Alessandro Pinzuti     | 1'01"10  |
| 200 m        | Nicolò Martinenghi    | 2'10"19  | Alessandro Fusco     | 2'12"69  | Flavio Bizzarri        | 2'13"26  |
| Farfalla     |                       |          |                      |          |                        |          |
| 50 m         | Thomas Ceccon         | 23"22    | Piero Codia          | 23"73    | Luca Todesco           | 23"85    |
| 100 m        | Matteo Rivolta        | 52"20    | Federico Burdisso    | 52"31    | Thomas Ceccon          | 52"36    |
| 200 m        | Alberto Razzetti      | 1'56"51  | Giacomo Carini       | 1'58"05  | Filippo Berlincioni    | 1'58"55  |
| Misti        |                       |          |                      |          |                        |          |
| 200 m        | Giovanni Sorriso      | 2'01"74  | Nicolangelo Di Fabio | 2'02"06  | Massimiliano Matteazzi | 2'02"25  |
| 400 m        | Pier Andrea Matteazzi | 4'16"59  | Federico Turrini     | 4'19"01  | Lorenzo Tarocchi       | 4'20"64  |

### Donne
| Evento       | Oro                      | Tempo    | Argento              | Tempo    | Bronzo              | Tempo    |
| Stile libero |                          |          |                      |          |                     |          |
| 50 m         | Silvia Di Pietro         | 25"22    | Costanza Cocconcelli | 25"23    | Federica Pellegrini | 25"47    |
| 100 m        | Federica Pellegrini      | 54"56    | Silvia Di Pietro     | 55"05    | Chiara Tarantino    | 55"68    |
| 200 m        | Federica Pellegrini      | 1'57"58  | Antonietta Cesarano  | 2'00"52  | Linda Caponi        | 2'00"66  |
| 400 m        | Linda Caponi             | 4'11"60  | Antonietta Cesarano  | 4'13"12  | Giorgia Romei       | 4'13"22  |
| 800 m        | Martina Rita Caramignoli | 8'27"68  | Giorgia Romei        | 8'33"81  | Giulia Salin        | 8'34"39  |
| 1500 m       | Martina Rita Caramignoli | 16'07"73 | Isabella Sinisi      | 16'18"87 | Giulia Salin        | 16'27"69 |
| Dorso        |                          |          |                      |          |                     |          |
| 50 m         | Silvia Scalia            | 28"03    | Costanza Cocconcelli | 28"57    | Francesca Pasquino  | 28"87    |
| 100 m        | Silvia Scalia            | 1'00"89  | Carlotta Zofkova     | 1'01"58  | Giulia D'Innocenzo  | 1'01"78  |
| 200 m        | Giulia Ramatelli         | 2'13"07  | Martina Cenci        | 2'13"13  | Giulia D'Innocenzo  | 2'13"27  |
| Rana         |                          |          |                      |          |                     |          |
| 50 m         | Benedetta Pilato         | 29"61    | Martina Carraro      | 30"44    | Arianna Castiglioni | 31"05    |
| 100 m        | Benedetta Pilato         | 1'06"02  | Martina Carraro      | 1'06"58  | Arianna Castiglioni | 1'07"01  |
| 200 m        | Martina Carraro          | 2'25"74  | Francesca Fangio     | 2'26"47  | Lisa Angiolini      | 2'26"93  |
| Farfalla     |                          |          |                      |          |                     |          |
| 50 m         | Silvia Di Pietro         | 26"54    | Costanza Cocconcelli | 26"66    | Elena Di Liddo      | 26"75    |
| 100 m        | Ilaria Bianchi           | 58"26    | Elena Di Liddo       | 58"60    | Claudia Tarzia      | 59"16    |
| 200 m        | Roberta Piano Del Balzo  | 2'10"88  | Ilaria Cusinato      | 2'11"29  | Federica Greco      | 2'11"66  |
| Misti        |                          |          |                      |          |                     |          |
| 200 m        | Sara Franceschi          | 2'14"25  | Costanza Cocconcelli | 2'15"22  | Ilaria Cusinato     | 2'15"35  |
| 400 m        | Ilaria Cusinato          | 4'41"83  | Sara Franceschi      | 4'46"42  | Luisa Trombetti     | 4'48"75  |